# لی شوانگهونگ
لی شوانگهونگ (انگلیسی: Li Shuanghong؛ زادهٔ ۲۵ ژانویهٔ ۱۹۷۰) تیرانداز زن اهل چین بود. وی در بازی‌های المپیک تابستانی ۱۹۹۲ حضور داشته‌است.